# Reload! Frankie: The Whole 12 Inches
Reload! Frankie: The Whole 12 Inches är ett remixalbum av Frankie Goes to Hollywood, utgivet i maj 1994. Albumet innehåller remixer av fem av Frankie Goes to Hollywoods singlar. Det utgavs som LP, CD och kassett.

## Låtlista
1. "Relax" (New York Mix) – 7:24
2. "Relax" (Ollie J Mix) – 6:27
3. "Relax" (Trip O Matic Fairy Tale Mix) – 7:49
4. "Two Tribes" (Carnage Mix) – 7:56
5. "Two Tribes" (Intermission Legend Mix) – 5:15
6. "Welcome to the Pleasuredome" (Pleasurefix Mix) – 9:40
7. "Welcome to the Pleasuredome" (Brothers in Rhythm Rollercoaster Mix) – 14:37
8. "Rage Hard" (Young Person's Guide Into the 12 Inch Mix) – 10:04
9. "Warriors of the Wasteland" (Twelve Wild Disciples Mix) – 9:43